# 小行星4008
小行星4008（4008 Corbin）是一颗绕太阳运转的小行星，为主小行星带小行星。该小行星于1977年1月22日发现。

## 轨道参数
小行星4008的轨道半长轴为2.3593593 UA，离心率为0.210。